# La finta giardiniera (Anfossi)
La finta giardiniera è un dramma giocoso in tre atti del compositore Pasquale Anfossi su libretto di Giuseppe Petrosellini.
Fu rappresentata per la prima volta durante il carnevale 1774 al Teatro delle Dame di Roma, anche se secondo alcune fonti la prima risalirebbe al 26 dicembre 1773. Questo lavoro ebbe subito un ottimo successo e fu rappresentato in diversi teatri europei, subendo talvolta traduzioni in tedesco, in francese e in polacco.
Il libretto di quest'opera fu messo in musica l'anno seguente anche da Wolfgang Amadeus Mozart.